# Moskva (álbum)
Moskvá (en castellano: Moscú, ruso: Москва) es el segundo y más reciente álbum de estudio del grupo de pop ruso Glukoza. Después, cuando fue publicado el álbum en solitario del grupo, Natasha Iónova abandonó el grupo y comenzó una carrera en solitario.
Incluye el sencillo "Швайне" (Schweine), que apareció en la emisora ficticia Vladivostok FM, perteneciente a la banda sonora del videojuego de 2008 Grand Theft Auto IV.

## Listado de canciones
| N.º | Título                   | Letras                       | Música                                                                                           | Traducción   | Duración |  |
| 1.  | «Швайне» (Schweine)      | Natalia Ionova, Maxim Fadeev | Fadeev                                                                                           | Cerdos       | 4:25     |  |
| 2.  | «Снег идёт» (Sneg idiot) | Ionova, Fadeev               | Fadeev (basado en la música de Mikael Tariverdiev de «La ironía del destino, o goce de su baño») | Está nevando | 3:58     |  |
| 3.  | «Горилла» (Gorilla)      | Ionova, Fadeev               | Fadeev                                                                                           | Gorila       | 5:01     |  |
| 4.  | «К чёрту» (K chortu)     | Fadeev                       | Fadeev                                                                                           | A la m****a  | 5:14     |  |
| 5.  | «Юра» (Yura)             | Fadeev                       | Fadeev                                                                                           |              | 3:26     |  |
| 6.  | «Москва» (Moskvá)        | Fadeev                       | Fadeev                                                                                           | Moscú        | 3:45     |  |
| 7.  | «Пипец» (Pipetz)         | Ionova, Fadeev               | Fadeev                                                                                           | M****a       | 3:08     |  |
| 8.  | «Корабли» (Korablí)      | Fadeev                       | Fadeev                                                                                           | Buques       | 3:48     |  |
| 9.  | «Ой-ой» (Oi, oi)         | Ionova, Fadeev               | Fadeev                                                                                           |              | 3:39     |  |
| 10. | «Карина» (Karina)        | Fadeev                       | Fadeev                                                                                           |              | 3:36     |  |

| Pistas adicionales |                      |          |  |
| N.º                | Título               | Duración |  |
| 11.                | «Москва» (versión 2) |          |  |
| 12.                | «Юра» (versión 2)    |          |  |
| 13.                | «Швайне» (versión 2) |          |  |